# 후한말
후한말(後漢末)이란 중국사에서 기원후 184년 ~ 220년까지의 시기를 의미한다. 후한의 마지막 황제인 헌제의 재위와 대략 일치한다. 이 시기 후한 제국의 제도는 군벌 동탁에 의해 파괴되었고, 수많은 군웅들이 난립하는 지방 정권들로 분열되었다.
최종적으로는 군벌 중 하나인 조조가 점차적으로 제국을 재통합해 표면상 헌제의 지배를 받도록 했지만, 사실상 조조 자신이 제국을 통치했다. 한 제국을 완전히 재통일하려는 조조의 시도는 208년 적벽대전으로 좌절되었고, 군벌 손권과 유비만은 조조에게 복속되지 않고 각각 동남부와 서남부에서 할거했다.
한 제국은 220년 조조의 아들 조비가 선양을 받음으로써 공식적으로 멸망했다. 이듬해 조비의 "찬탈"에 대응해 221년 유비도 황제를 칭했고, 229년에 손권이 마지막으로 황제를 칭함으로써 이때부터 280년까지 삼국시대가 전개되었다.

## 군벌 할거의 시작
후한 영제(재위: 168년 ~ 189년) 재위 말기가 되면 많은 조정 신료들은 영제가 죽은 뒤 혼란기가 찾아올 것이라고 예상하고 있었다. 그 중 한 명인 유언은 188년 영제에게 황건의 난을 비롯한 민란은 주자사들의 행정력 부재가 원인이라고 진언했다. 영제는 유언의 제안에 따라 주를 관리하는 지방관의 명칭을 "주목(牧)"으로 고치고 주목에게 세금 징수 및 주 안의 군사 통솔 능력을 부여했다. 유언은 익주목으로 임명되었고, 유우가 유주목으로 임명되는 등 주목들이 임명되었다. 주자사에서 주목으로의 변화와, 그에 따른 지방관의 영향력 증가는 군벌 할거의 밑바탕이 되었다.

## 조정 권위의 실추

### 하진 정권과 십상시의 난
영제는 189년 붕어하고 13살짜리 아들 유변이 즉위했으니 곧 소제이다. 소제의 어머니 영사황후(소위 하태후)는 어린 황제의 섭정이 되었고, 그녀의 오라비인 대장군 하진이 조정 내 최고 실권자가 되었다. 하진은 청류파의 원소와 결탁하여 당시 조정을 좌지우지하던 환관 집단인 십상시를 제거하고자 하였으나, 하태후가 그들의 계획을 기각하였다. 이에 하진은 하태후를 압박하기 위해 서량(오늘날의 감숙성)의 강력한 군벌인 동탁을 수도 낙양으로 불러들였다. 하진의 계획을 알게 된 십상시는 그를 황궁 안으로 불러들인 뒤 살해했다. 그러자 원소가 근위병들을 이끌고 황궁으로 쳐들어가 환관들을 닥치는 대로 죽였다. 살아남은 환관들은 소제와 그 동생인 8살짜리 진류왕을 납치해 황하 북쪽을 향해 도주했다. 그러나 이들은 황제 형제를 끝까지 데리고 가지 못하고 중간에 투신자살하고 말았다.
이때 마침 도착한 동탁이 소제와 진류왕을 발견했다. 동탁은 정권을 잡을 기회임을 포착하고 자기 군대를 수도에 들였다. 얼마 되지 않아 동탁은 소제를 폐하고 진류왕을 황제에 앉히니 곧 헌제이다. 동탁은 조정을 장악하고 스스로 소하 이래 누구도 사용하지 못한 칭호인 상국을 칭했다. 동탁은 무장해제를 하지 않고 황궁을 들락거릴 수 있는 특권까지 누렸다.

### 동탁 토벌전
190년 봄이 되자 여러 지방관들과 군벌들은 동탁에 대한 연합전선을 구축했다. 발해(오늘날의 하북성 창주시)태수 원소가 그 연합의 맹주가 되었다. 반동탁 연합군은 하내(오늘날의 하남성 초작시)에 집결하여 낙양으로 향했다. 그러나 연합군의 조직력은 다소 지리멸렬했고, 맹주 원소는 연합 전체를 효과적으로 장악하지 못했다. 무엇보다 연합군의 각 참여자들은 동탁의 강력한 서량군에 맞서기를 주저했다. 그래도 위협을 느낀 동탁은 수도를 장안(오늘날의 섬서성 서안시)으로 옮기고 낙양에 불을 질렀다. 황제와 조정이 장안으로 옮겨가는 동안 동탁은 연합군의 공격을 방지하기 위해 낙양 근교에 주둔했다. 191년 연합군은 동탁의 정통성을 깎아내기 위해 유우를 황제로 추대하려 하였으나 유우가 거부했다. 연합군이 공격 방안을 두고 갑론을박을 계속하는 동안, 원술의 부하 손견이 위험을 무릅쓰고 낙양 근처의 동탁을 영격했다. 동탁은 장안으로 퇴각했고, 낙양은 연합군에게 함락된다.
이후 191년이 다 가도록 연합군은 동탁을 더 이상 쫓지 않았고, 결국 연합군은 해산되어 연합 참여자들은 각자의 근거지로 돌아갔다. 그리고 이들 지방관들은 자기가 다스리는 땅에서 반독립적인 왕처럼 할거할 생각을 꾀하였고, 군벌화하였다. 이때 주요한 군벌로는 다음과 같은 이들이 있다.
- 원소는 191년 기주(오늘날의 하북성 남부와 하남성 북부)목 한복에게서 기주를 빼앗고 자기 근거지로 삼았다.
- 익주목 유언은 익주를 그대로 자기 근거지로 삼았다.
- 유표는 형주(오늘날의 호북성 및 호남성)를 근거지로 삼았다.
- 원술은 회수 남쪽 남양 땅(오늘날의 안휘성)을 근거지로 삼았다.

이러한 강력한 군벌들 외에도 여러 군소 세력들이 각자 세력권을 갖고 할거하였다.

## 동탁의 죽음과 계속되는 전쟁

### 동태사 주살
동탁은 장안성으로 도망간 뒤 조정을 더욱 강력히 장악하고 자기에 대한 반대자들을 잔인하게 진압했다. 이에 사도 왕윤을 비롯하여 황완(黃琬), 사손서(士孫瑞), 양찬(楊瓚) 등의 관료들이 동탁을 제거할 계획을 꾸몄다. 그들은 동탁의 호위무장인 여포를 포섭하는 데 성공했고, 192년 5월 여포와 왕윤이 이끄는 음모자들은 동탁을 주살하고 동씨 가문 사람들을 모조리 죽였다.
동탁이 죽자 중앙 조정은 동탁의 공포정치로 인한 혼란기는 끝날 것이니 제국을 원래의 상태로 되돌려야겠다고 판단했다. 그러나 조정의 수장이 된 왕윤은 몇 가지 심각한 실수를 저질렀고, 이는 왕윤의 실각으로 이어진다. 왕윤은 여포와 좋은 관계를 유지하는 데 실패했고, 동탁의 과거 추종자들에 대한 사면을 거부하였다. 그 결과 동탁의 옛 부하들은 자신들도 동탁처럼 살해될 것이라는 공포에 사로잡혔고, 동탁의 사위 우보가 동탁의 서량군을 장악하고 왕윤에게 저항했다. 우보가 저항 도중에 아군의 오인사격으로 죽자 우보의 부하 이각, 곽사, 번조 등은 조정에 항복하고자 했으나 왕윤은 여전히 그들에 대한 사면을 거부했다. 그 결과 이각 등은 서량군을 이끌고 장안으로 쳐들어왔다. 여포는 야전에서 패하여 동쪽으로 도망가고, 왕윤은 이각 등에게 붙잡혀 그 일족과 함께 살해되었다.

### 삼보의 난과 헌제 탈출
장안의 조정을 장악한 이각, 곽사, 번조는 지방의 할거가 어떻게 되든지 말든지 자기들에게 주어진 권력을 누리는 데만 골몰했다. 그 결과 지방 군벌들은 각자의 이해관계에 따라 영토 확장을 위해 서로 다투었다. 일부는 이각 정권에 호의적이었지만 일부는 적대적이었다. 그러나 대개 군벌들은 헌제가 정당한 중국 황제라는 데는 동의하였다.
193년, 북방의 군벌 유우와 공손찬 사이에 분쟁이 일어났다. 공손찬은 남쪽의 원소와 끈질기게 싸우려 들었으나 유우는 전쟁에 반대했다. 유우와 공손찬은 서로를 역적이라고 중앙 조정에 고발했고, 결국 공손찬이 유우를 살해했다.
195년 이각과 곽사가 번조를 죽이고 또 얼마 있지 않아 둘이 서로 대립함으로써 장안성에는 혼란이 벌어졌다. 이각은 황제를 데리고 있었고, 곽사는 조정 신료들을 붙잡았다. 그리고 양자는 서로 싸움을 벌였다(삼보의 난). 이듬해 이각과 곽사는 화의를 맺고 헌제를 옛 수도 낙양으로 돌려보내기로 했다. 그러나 곧 그 결정울 후회한 그들은 낙양으로 이동하는 헌제를 추격했다. 결과적으로 헌제는 이각과 곽사에게서 벗어났지만, 조정의 권위는 이미 심하게 실추되었고 조정은 스스로 방어할 힘조차 없었다. 낙양은 과거 동탁에 의해 불태워졌기 때문에 생존에 필요한 기본적인 조건조차 결여되어 있었고, 많은 관료들이 굶어 죽고 식인 행위까지 벌어졌다. 이때쯤 저수가 원소에게 헌제를 기주로 맞아들여 조정을 장악해야 한다고 진언했다. 그러나 곽도와 순우경은 황제를 기주에 들이면 사사건건 황제의 허가를 얻어야 하며 조정의 통제를 따라야 할 것이라며 반대했다. 원소는 자기 근거지인 기주에 황제를 옹립해야 할지 말아야 할지를 두고 계속 고민했으나 결정을 내리지 못했다.

## 조조의 패권

### 조조의 협천자
원소가 헌제 옹립을 두고 긴가민가하는 사이, 조조가 기회를 틈타 헌제를 자기 영토로 데려왔다. 이때 조조는 아직 연주(오늘날의 산동성 서부 및 하남성 동부)만 장악한 군소 군벌이었다. 196년 조조는 군대를 이끌고 낙양으로 향했다. 동승과 양봉이 조조를 막아섰으나 결국 조조의 황제 알현을 허락하게 되었다. 명목상 조조는 다른 조정 신료들과 권력을 나누었지만 실상 그가 권력을 독점하게 되었다. 양봉 등이 조조에게 저항했으나 패배하여 도주했고, 조조는 얼마 뒤 허창으로 황제를 데리고 가서 그곳을 새 수도로 삼았다.
이때부터 조조는 조정을 장악하고 다른 군벌들에게 헌제의 이름으로 된 조정에 복종하라는 칙령을 내렸다. 그러나 실상 조정에 복종하라 함은 곧 조조 자신에게 복종하라는 것과 같은 의미였다. 조조가 원소에게 황제에게 복종하라는 칙령을 보내자 원소는 황제의 이름을 빌어 다른 군벌들을 장악할 수 있는 기회를 놓쳤음을 깨달았으나 이미 때는 늦었다.

### 원술, 여포 토벌
허창으로 천도한 뒤에도 여전히 조정은 돈과 식량이 모자랐다. 조기(棗祇)의 제안으로 조조는 군인들을 농사에 동원하는 둔전을 실시했고, 둔전에서 얻은 식량을 군과 민 양쪽에 모두 나누었다. 이 정책은 효과를 거두어 허창 일대는 식량 문제에서 해방되었다.
이 시점에서 중국의 주요 군벌은 다음과 같다.
- 기주, 병주, 청주를 장악한 원소(일부 영토는 원소의 세 아들 원담, 원희, 원상과 조카 고간이 맡아 다스렸다).
- 오늘날의 안휘성과 감숙성 일부인 남양을 장악한 원술
- 오늘날의 북경, 천진과 요서 일부인 유주를 장악한 공손찬
- 오늘날의 호북성 및 호남성인 형주를 장악한 유표
- 아버지 유언을 계승하여 오늘날의 쓰촨 분지인 익주를 장악한 유장
- 오늘날의 강소성 북부인 서주를 장악한 여포
- 오늘날의 베트남 북부인 교주를 장악한 사섭

이 외에도 여러 군소 군벌들이 있었고, 조조는 우선 이러한 소규모 군벌들을 장악해 나갔다. 197년 완성의 군벌 장수가 조조에게 항복했다. 그런데 조조는 미망인인 장수의 숙모를 탐하였고, 그 결과 분노한 장수는 반란하여 조조를 완성에서 참패시켰다(완성 전투). 이때 조조의 장자 조앙, 조카 조안민, 호위장 전위가 사망했고, 조조도 겨우 살아서 빠져나갔다. 이후 장수는 200년에 가후의 진언에 따라 조조에게 완전히 항복한다. 197년 조조는 서량(오늘날의 산시성 및 감숙성) 군벌 마등과 한수를 복종시켰다.
같은 해, 남양의 원술이 수춘(오늘날의 안휘성 수현)에서 황제 즉위를 선언했다. 이는 후한 조정에 대한 명백한 반역행위였고 다른 군벌들은 이를 원술을 공격할 빌미로 삼았다. 손견의 아들 손책은 194년에서 199년 사이에 강동을 평정하여 원술에게서 독립하였다. 원술과 동맹이었던 여포 또한 관계가 수틀려 수춘 근교에서 원술에게 결정적 패배를 안겼다. 조조는 손책, 여포와 함께 원술을 공격해 쓰러뜨렸다(원술 토벌전). 원술은 이복형 원소가 있는 북쪽으로 도망갔으나 유비 등에 의해 진로가 막혔고, 수춘으로 도로 돌아가다가 199년 병으로 사망했다.
198년, 원소는 조조에게 수도를 견성(오늘날의 산동성 하택시)로 옮기라고 권유했다. 물론 조조는 귓등으로도 듣지 않았다. 그해 말 조조는 유비와 연합해 여포를 토벌했다(하비 전투). 여포는 사로잡혀 처형되었고, 서주는 조조의 손아귀에 들어갔다.
199년, 오랫동안 계속되던 공손찬과 원소 사이의 역경 전투가 원소의 승리로 끝나고 공손찬은 역경성에 불을 질러 자살했다. 한 제국의 북방 국경에 해당한 공손찬의 영토는 원소에게 흡수되었다. 그리고 원소는 남쪽의 조조에게로 칼끝을 돌렸다. 조조는 대륙 중앙인 중원·사예에서 세력 확장에 여념이 없었다.

### 관도대전
공손찬 토벌에 지친 군사들을 쉬게 해야 한다는 저수와 전풍의 의견을 기각하고 원소는 조조와의 전쟁을 준비했다. 당시 원소의 세력이 더욱 강대했기에 원소는 조조를 쉽게 꺾을 수 있을 것이라 예상했다. 조조 역시 전쟁을 준비했다. 그 와중에 동승을 비롯한 관료들이 자신을 제거하려 한 음모를 포착한 조조는 그들을 모두 제거하고 그 일족을 멸했다. 음모 가담자 중 유일하게 살아남은 유비는 서주로 도주하여 조조가 임명한 서주목 차주를 살해하고 서주를 장악했다. 조조는 유비를 토벌하느라 병력이 빈 사이 원소가 공격해올 것을 걱정하였다. 그러나 원소는 이번에는 기회를 잡아 조조를 공격해야 한다는 전풍의 의견을 다시 기각했고, 유비는 조조에게 패하여 북쪽으로 도주, 원소에게 합류했다. 유비군의 장군 관우는 유비의 일족을 데리고 조조에게 항복했다.
유비가 원소에게 합류한 직후 원소는 조조에 대한 전역 개시를 준비했으나, 전풍이 이미 기회가 지나갔다며 또 반대했다. 사사건건 반대하는 전풍에 분노한 원소는 그를 잡아 가두고 조조를 공격했다. 전초전인 백마 전투에서 원소군의 안량이 관우에게 죽었고, 그 뒤 연진 전투에서 문추도 서황 등이 이끄는 조조군에게 패하여 죽었다. 초장에 두 차례의 패배를 겪고 주요 장수 둘을 잃은 원소군의 사기는 크게 하락했다.
200년 하반기에 원소군과 조조군은 관도(오늘날의 하남성 정주시)에서 격돌했다. 원소는 병력의 수적 우세와 보급량에서 조조를 크게 앞서고 있었다. 몇 차례의 산병전이 벌어진 뒤 양군은 스테일메이트 상태에 빠졌다. 조조는 소규모 분견대를 파견해 순우경이 방어하던 오소의 원소군 보급고를 타격했다. 원소는 오소를 지원하지 않고 장합과 고람을 보내 조조의 본진을 공격하였으나 실패했다. 오소 함락은 원소군의 사기에 큰 타격을 입혔고, 원소는 황하 북쪽으로 퇴각했다. 원소의 세력은 여전히 강대했으나, 이젠 조조의 패권 장악을 막을 수 없었다.

### 원씨의 몰락

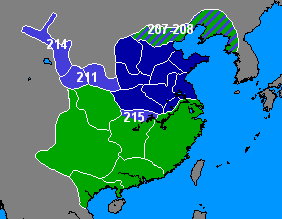
관도대전 이후 조조의 영토 확장.

원소가 202년 사망하자 원소의 장남 원담과 삼남 원상 사이에 후계자 분쟁이 일어났다. 일반적이라면 장자인 원담이 계승을 했겠지만, 원소가 죽기 몇 년 전에 원담을 폐출시키고 삼촌 원성(袁成)의 양자로 입적시켰기에 일이 복잡해졌다. 원소는 영토를 자기 세 아들과 조카 고간에게 각 영지를 나누어주고 그들의 역량을 지켜보려고 했다. 근거지인 기주는 원상에게 주어졌고, 원담은 동쪽의 청주, 원희는 북쪽의 유주, 고간은 서쪽의 병주를 맡았다. 원소는 임종 때 누구를 후계자로 삼을지 정확한 유언을 남기지 않았다. 원소의 부하들 중 봉기와 심배는 원상을 지지했고 신평과 곽도는 원담을 지지했다. 원소가 죽자 부하들 대부분은 연장자인 원담을 새로운 군벌로 추대하려 했으나, 봉기와 심배가 유언을 조작하여 원상을 후계자로 만들었다. 원담은 분노하여 조조와 싸우기 위함이라는 구실로 군대를 준비했다. 이는 조조의 신경을 끌었고, 조조는 원담을 선제공격했다. 원상이 원담을 도움으로 인하여 전투는 무승부로 끝났다(여양 전투).
203년, 조조는 원상에게 결정적 승리를 거두었고, 원상은 기주의 수도인 업성으로 퇴각했다. 조조는 업성을 공략하려 했으나 곽가의 조언에 따라 일단 군사를 물렸다. 곽가는 조조가 원씨 형제들을 공격하면 그들은 공동의 적에 대항하기 위하여 뭉칠 것이지만, 조조가 퇴각하면 자기들끼리 싸우다 자멸할 것이라고 예측했다. 곽가의 예측은 정확히 들어맞아, 원담이 원상을 공격했다. 그러나 원담의 청주군은 원상의 기주군에게 패하였고, 원담은 평원(오늘날의 산동성 덕주시)으로 도주했다. 원상은 평원성을 공격했고, 원담은 조조에게 구원을 청했다. 조조는 북상하여 기주를 쳤고, 원상은 평원 공략을 포기하고 기주로 돌아갔다. 204년 초, 원상은 조조가 퇴각했다고 오판하고 다시 평원의 원담을 공격했다. 그틈을 타 조조는 업성을 공격했고, 원상은 말머리를 돌렸으나 조조에게 패하였다(업성 전투). 원상은 북쪽의 중산(오늘날의 하북성 석가장)으로 도주했고, 기주는 조조의 손에 떨어졌다. 이렇게 되자 병주의 고간은 조조에게 항복했다.
조조가 업성을 공격하는 동안 원담은 조조를 돕지 않고 원상의 영토를 차지할 생각에 골몰하여 중산의 원상을 공격했다. 원상은 더욱 북쪽으로 도주하여 유주의 원희와 합류했다. 조조는 원담이 약속을 어겼다며 동쪽으로향해 원담을 공격했다. 원담은 최후 거점인 남피(오늘날의 하북성 창주시)에서 항전했으나 패배하고 죽임을 당했다. 한편 유주에서는 원희의 부하 초촉이 반역하여 조조에게 항복했고, 원희와 원상은 더욱 북쪽으로 도주해 답돈이 다스리던 오환에게 의탁했다. 이때를 전후하여 고간도 조조에게 반기를 들었으나 206년 패배했고, 고간은 유비와 합류하려고 도주하던 중 붙잡혀 죽었다.
207년, 조조군은 북상하여 오환을 쳤고, 백랑산 전투에서 승리하여 답돈을 죽였다. 원희와 원상은 동쪽으로 도망가 요동군벌 공손강에게 의탁했다. 공손강은 원씨 형제가 자신을 제거하고 요동을 장악할 것을 우려했고, 그들을 잡아 죽여 목을 조조에게 보냈다. 이로써 원씨 일족은 몰락하고 하북 지역은 완전히 조조에게 장악되어 재통일되었다.

## 조조의 남정

### 강남 지역의 발전
한편, 조조가 하북 통일에 집중하는 동안 남부 지역의 주요 군벌들은 아직 세력을 온존하고 있었다. 강동군벌 손책은 200년 암살되고 그 동생 손권이 세력을 이어받았다. 형주군벌 유표와 익주군벌 유장도 아직 건재했다. 손권은 손책에게 이어받은 강동 지역을 발전시키면서 군사력을 모았다. 208년 손권은 하구 전투에서 가문의 원수인 유표의 봉신 황조를 죽였다. 황조의 영토인 강하 일대(오늘날의 호북성 운몽현)는 손권에게 귀속되었다.
조조가 북방의 원씨 잔당을 소탕하는 동안 유비는 남쪽으로 도망가 유표의 봉신이 되었다. 208년 조조는 남쪽 전역을 개시하여 유표의 형주를 공격했다. 유표는 병들어 죽어가고 있었고, 유표의 아들 유기와 유종 사이에 후계자 분쟁이 일어났다. 황조가 죽은 뒤 유표는 유기를 강하태수로 임명했다. 유표의 후처 채부인의 총애를 받은 유종은 형주의 주도 양양(오늘날의 호북성 양양시)에 남았다. 유표가 죽자 유종은 형주목으로 임명되었다. 북쪽의 조조와 동쪽의 유기를 동시에 상대해야 하는 것을 두려워한 유종은 조조에게 항복했고, 형주의 대부분이 조조에게 넘어갔다. 유비는 조조를 피해 남쪽으로 도주했다. 조조의 경기병대가 퇴각하는 유비군을 추격하여 장판 전투에서 궤멸시켰다. 유비는 겨우 목숨만 건져서 당양(오늘날의 호북성 의창시)으로 도망갔다.
한편 강동에서는 손권이 조조에게 위협을 느끼고, 노숙을 보내 유비, 유기와 대조조 동맹을 맺자고 제안했다. 조조는 손권에게 항복을 권유하는 서한을 보냈다. 이때 조조군의 전력은 약 220,000 명이었으나 조조는 800,000 명 정도라고 뻥을 쳤다. 손권에게는 30,000 명 정도의 군사가 있었고 유비와 유기의 군사를 합하면 10,000 명 정도였다. 조조의 압도적인 힘에 질린 장소를 비롯한 손권의 부하들은 항복을 주장했으나, 손권은 항복한다 해도 조조가 그들을 가만 놔둘 리 없다는 주유, 노숙의 의견을 받아들여 항복을 거부했다. 208년 하반에 주유와 노숙의 노력으로 유비와 손권은 조조에 대항하는 동맹을 맺었다.

### 적벽대전
손권은 주유에게 군사 30,000 명의 전권을 맡겼다. 손권군은 대개 수군으로 이루어져 있었다. 주유는 유비와 상의하여 유비는 땅을, 주유는 물을 맡아 방어선을 펼쳤다. 이때를 전후해 조조군에 역병이 돌아 전력이 약화되었고, 주유군의 황개가 조조에게 거짓 항복했다. 황개는 조조에게 자기 군사를 이끌고 가겠다고 했는데, 조조군의 배에 가까이 다가가자 황개는 자기 배들에 불을 붙이고 전선을 이탈했다. 불이 붙은 황개군의 배들은 조조군의 큰 배들에 충돌했고, 화재가 번져 조조군의 함대는 거의 완전히 파괴되었다(적벽대전). 조조는 북쪽으로 퇴각하여 강릉(오늘날의 호북성 형강)으로 들어갔다.

## 삼국의 정립

### 손-유 동맹
적벽대전 직후 주유가 이끄는 손권군은 형주에 남아 있는 조조군을 공격하였다(강릉 전투). 한편 유비는 영릉, 계양, 무릉, 장사의 4개 소군을 공격해 정복했다. 209년 초 조조는 형주의 대부분을 잃었고, 형주는 손-유 동맹군이 장악하게 되었다.
유비가 4개 군을 가짐으로써 형주에서 유비의 전력이 손권보다 우세해지자 손권은 불안해져서 여동생 손부인을 유비와 정략결혼시켜 동맹을 공고히 했다. 주유는 유비의 저의를 의심하여 유비를 사로잡으라고 손권에게 권했다. 그러나 손권은 계획이 성공해도 유비군은 자신에게 항거할 것이라 생각하고 주유의 제안을 기각했다. 이에 주유는 손권에게 서쪽의 유장과 장로를 치자고 제안했고 손권도 동의했으나 주유가 210년 죽는 바람에 계획은 파토나고 말았다. 손권은 서쪽으로 팽창하지는 못했으나 오늘날의 광동성, 광서성, 베트남의 세력들을 포섭했고, 교주군벌 사섭이 손권에게 신종했다. 유비가 형주 남부는 척박해서 군사력 유지에 힘이 든다고 불평하자 손권은 형주의 북부를 유비에게 "대여"해주기로 했다.

### 유비의 입촉
적벽대전에서 패한 조조는 몇년간 군사력을 추스르고, 211년 동관 전투에서 서량군벌 한수, 마초를 패퇴시키고 양평관 전투에서 한중군벌 장로를 굴복시켰다.
익주의 유장은 장로와 조조의 공격을 두려워하여 유비를 초빙해 장로, 조조를 막아달라고 부탁했다. 이때 유비에게 파견된 유장의 부하 법정은 유장을 못마땅하게 생각하여 유비를 익주의 주인으로 갈아치우려고 획책하였다. 법정은 유비에게 익주를 손에 넣으라고 충동질했고, 유비는 법정의 제안에 따라 군사를 이끌고 익주로 갔다. 유장은 유비를 따뜻하게 환대했고, 유비는 익주 북부 가맹관에 주둔했다.
212년, 유비는 유장을 배신하고 전쟁을 선언했다. 형주에 남아 있던 제갈량이 분견대를 이끌고 유비에게 합류하여 익주 공략을 도왔고, 제갈량을 대신해 관우가 형주를 책임지게 되었다. 215년 유비는 유장군 대부분을 물리치고 익주의 주도 성도를 공략했다. 유장은 항복하고 익주를 유비에게 넘겨주었다. 익주는 유비의 새 근거지가 되었다. 익주 파촉의 험준한 산지는 북쪽의 조조를 막는 천혜의 자연방벽이 되어 주었다.
유비가 익주를 장악하고 같은 해, 손권이 5년 전 "대여"해주었던 형주를 내놓으라고 요구했다. 관우가 이를 거절하자 유비와 손권의 관계는 급속히 악화되었다. 노숙의 중재로 형주 3개 군(장사, 강하, 계양)을 손권에게 넘겨주는 것으로 문제는 일단 합의되었고, 관우와 손권은 상강을 경계로 형주를 양분했다.

### 한중 공방전
215년, 조조가 양평관 전투에서 장로에게 승리하고 장로는 조조에게 항복해 한중은 조조의 제어하에 들어왔다. 남쪽으로 계속 진공해 익주의 유비를 치라는 참모들의 의견을 기각하고 조조는 군사를 물렸다. 그리고 사촌동생 하후연에게 한중 방면 방위를 맡겼다. 이듬해 조조는 헌제를 압박하여 위왕(王)의 자리에 올랐다. 이후 몇 년에 걸쳐 조조의 행동거지는 점점 황제의 그것과 비슷해져갔다.
217년, 유비는 조조에게서 한중을 탈취하기 위해 전역을 개시했다. 219년 하후연이 정군산 전투에서 패사하자 조조는 황급히 증원군을 이끌고 한중으로 가 유비와 맞섰다. 한수 전투에서 한 번 격돌한 것을 제외하면 양측은 모두 교착상태에 빠졌고, 결국 조조는 한중을 포기하고 퇴각했다. 유비는 이 승리 이후 스스로를 한중왕이라고 칭하였다.

### 형주 공방전
유비가 한중을 공략할 때쯤, 관우는 조인이 방어하고 있던 형주 북부의 번성(오늘날의 호북성 번성구)을 공격했다(번성 전투). 조인이 번성을 굳게 방어하고 있었으나, 관우의 기세가 너무 거세어 조조는 수도를 허창에서 북쪽으로 옮길 것을 고려하기까지 했다.
같은 시기, 손권은 세 가지 사건으로 인하여 관우에게 적잖이 화가 나 있었다. 유비가 손권에게 주기로 약속했던 3개 군을 받으러 파견한 관리들을 모두 관우가 쫓아 보낸 것이 하나고, 번성 공략을 위해 손권의 식량창고 중 하나를 털어간 것이 둘째고, 관우의 아들과 손권의 딸을 정략결혼 시키자는 제안에 손권을 쥐새끼라고 모욕한 것이 셋째였다. 관우가 번성을 공격하느라 북쪽으로 떠나 있는 동안 손권은 여몽을 파견하여 형주를 동쪽에서 공격하게 했다. 여몽은 수 주일 안에 형주를 거의 다 손에 넣었고, 관우군의 사기는 급격히 떨어져 최후에는 300여 명의 군사밖에 남지 않았다. 관우는 맥성에 갇혀 손권의 군사들에게 포위되었고, 포위망을 뚫기 위해 돌격을 시도했으나 붙잡혔다. 관우는 항복을 거부했고 처형당했다(형주 공방전). 이로써 손권과 유비 사이의 동맹은 완전히 깨졌다. 손권은 조조에게 형식적으로 항복하고, 조조는 손권에게 오후의 작위를 내렸다. 손권은 조조에게 황제가 되십사 슬쩍 부추겨 보기도 했으나 조조는 거부했다.

### 헌제의 양위와 후한의 멸망
조조는 220년 음력 3월에 죽고 그 아들 조비가 헌제의 재가도 기다리지 않고 위왕의 자리를 이어받았다. 220년 겨울, 헌제는 조비에게 전국옥새를 넘기고 그에게 황제 자리를 양위한다 밝혔다. 조비는 형식적으로 거절하다가 세 번째 양위에 승낙하고 못 이기는 척 황제 자리에 올랐다. 조비의 위나라가 한나라를 대신함으로써 한나라는 공식적으로 멸망하였다. 조비는 수도를 허창에서 낙양으로 되돌렸고, 폐위된 헌제는 산양공에 봉해졌다.
221년, 유비는 성도에서 황제 즉위를 선포하고 국호를 한이라고 했다. 다만 유비의 근거지가 파촉 일대였기에 대체로 유비의 나라를 촉나라 또는 촉한이라고 한다. 손권은 222년까지 조비의 제후로 남아 있다가, 222년 오왕을 칭했고 229년에 오 황제를 칭하였다. 이로써 삼국이 정립되어 삼국시대가 열리게 되었다.

## 참고 자료
- Zizhi Tongjian, vols. 59, 60, 61, 62, 63, 64, 65, 66, 67, 68, 69.
- Book of Later Han, vol. 9.